# Talitridae
Talitridae (лат.) — семейство ракообразных из отряда бокоплавов (Talitroidea, Gammarida).

## Описание
Полуназемные (супралитораль пляжей и мангровых зарослей) или наземные (лесная подстилка) бокоплавы.
Морские амфиподы часто попадают в морские воды, но быстро погибают при высыхании. Талитриды отличаются тем, что способны долгое время выживать вне воды; некоторые виды из Южного полушария полностью наземные. Тело латерально сжатое.
Наземные виды и обитателей пляжей часто называют песчаными блохами. Однако название «песчаная блоха» вводит в заблуждение, поскольку талитридовые амфиподы не являются настоящими блохами, не кусают людей и не ограничиваются песчаными пляжами. Также известно название морские блохи, но ранее оно охватывало представителей разных семейств и надсемейств (включая Hyalidae, Hyalellidae и Talitridae). Могут прыгать на расстояние до 30 см.
Антенна 1 длинная, доходит по крайней мере до середины педункулярного пятого членика антенны 2, или короткая, не доходит до середины педункулярного пятого членика антенны 2. Второй членик максиллипеда с дистомедиальным лепестком; четвёртый членик редуцирован или слит с третьим члеником.

## Распространение
Австралия и Папуа-Новая Гвинея; Новая Зеландия; Новая Каледония; Индия; Южная Африка, Западная Африка, Восточная Африка и Красное море; западная часть Индийского океана и Персидский залив; Индонезия и Малайзия; Карибский бассейн, Тихоокеанская Северная Америка и Тихоокеанская плита; Япония и Россия; Тайвань; Китай; Тихоокеанская Южная и Центральная Америка; Атлантическая Южная Америка; Западная Северная Атлантика; Восточная Атлантика и Средиземное море.

## Классификация
Включает более 80 родов и около 250 видов.
подсемейство Floresorchestiinae Myers & Lowry, 2020
- Austropacifica Lowry & Springthorpe, 2019[15]
- Floresorchestia Bousfield, 1984
- Gazia Lowry & Springthorpe, 2019[15]

подсемейство Platorchestiinae Lowry & Myers, 2022
- Atacamorchestia Pérez-Schultheiss, Fernández & Ribeiro, 2024[16]
- Cariborchestia Smith, 1998
- Chroestia Marsden & Fenwick, 1984
- Cocorchestia Lowry & Myers, 2022
- Demaorchestia Lowry & Myers, 2022
- Insularorchestia Lowry & Myers, 2022
- Laniporchestia Lowry & Myers, 2019[12]
- Mauritiorchestia Green, Appadoo, Lowry & Myers, 2021
- Mexorchestia Wildish & LeCroy, 2014
- Miyamotoia Morino, 2020
- Morinoia Lowry & Myers, 2019
- Pickorchestia Lowry & Myers, 2019
- Platorchestia Bousfield, 1982[17]
- Tethorchestia Bousfield, 1984
- Vallorchestia Lowry, 2012
- Yamatorchestia Takahashi & Morino, 2020

подсемейство Pseudorchestoideinae Myers & Lowry, 2020
- Americorchestia Bousfield, 1991
- Asiaorchestia Lowry & Myers, 2019[12]
- Britorchestia Lowry & Bopiah, 2012[18]
- Persianorchestia Momtazi, Lowry & Hekmatara, 2017
- Pseudorchestoidea Bousfield, 1982[17]
- Sardorchestia Ruffo in Tafani, Ugolini, Bazzicalupo, Mengoni & Ruffo, 2004

подсемейство Talitrinae Rafinesque, 1815
- Africorchestia Lowry & Coleman, 2011
- Amphiatlantica Lowry & Myers, 2019[12]
- Aokiorchestia Morino, 2020
- Atlantorchestoidea Serejo, 2004
- Australorchestia Serejo & Lowry, 2008
- Bellorchestia Serejo & Lowry, 2008
- Bulychevia Lowry & Myers, 2019[12]
- †Caecorchestia Hegna & Lazo-Wasem in Hegna, Lazo-Wasem, Serrano-Sánchez & Barragán, 2020
- Canariorchestia Lowry & Myers, 2019
- Capeorchestia Lowry & Baldanzi, 2016
- Chelorchestia Bousfield, 1984
- Chevreuxiana Lowry & Myers, 2019[12]
- Clippertonia Lowry & Myers, 2019
- Cryptorchestia Lowry & Fanini, 2013
- Dallwitzia Lowry & Myers, 2019
- Defeo Lowry & Myers, 2019
- Derzhavinia Lowry & Myers, 2019[12]
- Deshayesorchestia Ruffo, 2004
- Ditmorchestia Morino & Miyamoto, 2015
- Ezotinorchestia Morino & Miyamoto, 2016
- Galaporchestia Lowry & Myers, 2019
- Gondwanorchestia Lowry, Myers & Pérez-Schultheiss, 2020
- Hermesorchestia Hughes & Lowry, 2017
- Houlia Lowry & Myers, 2019
- Indiorchestia Lowry & Myers, 2019[12]
- Kaalorchestia Lowry & Myers, 2019
- Kokuborchestia Morino & Miyamoto, 2015
- Lafkenorchestia Pérez-Schultheiss, Fernández & Ribeiro, 2024
- Lanorchestia Miyamoto & Morino, 2010
- Leptorchestia Morino, 2020
- Lowryella Morino & Miyamoto, 2016
- Macarorchestia Stock, 1989
- Megalorchestia Brandt, 1851
- Minamitalitrus White, Lowry & Morino, 2013
- Mizuhorchestia Morino, 2014
- Nipponorchestia Morino & Miyamoto, 2015
- Notorchestia Serejo & Lowry, 2008
- Opunorchestia Lowry & Myers, 2019[12]
- Orchestia Leach, 1814
- Orchestoidea Nicolet, 1849
- Paciforchestia Bousfield, 1982[17]
- Palmorchestia Stock & Martin, 1988
- Pictonorchestia Lowry & Springthorpe, 2021
- Pyatakovestia Morino & Miyamoto, 2015
- Sardorchestia Ruffo in Tafani, Ugolini, Bazzicalupo, Mengoni & Ruffo, 2004[19][18]
- Sinorchestia Miyamoto & Morino, 1999
- Speziorchestia Lowry & Myers, 2019[12]
- Subantarctorchestia Hughes & Lowry, 2023
- Talitrus Latreille, 1802
- Talorchestia Dana, 1852
- Tatahipeke Hughes & Lowry, 2023
- Thiorchestia Lowry & Fanini, 2023
- Tongorchestia Lowry & Bopiah, 2013
- Transorchestia Bousfield, 1982[17]
- Traskorchestia Bousfield, 1982
- Trinorchestia Bousfield, 1982[17]
- Tropicorchestia Lowry & Springthorpe, 2015
- Vietorchestia Dang & Le, 2011

Talitridae incertae sedis
- Protaustrotroides Bousfield, 1984